# 724 (numero)
Settecentoventiquattro (724) è il numero naturale dopo il 723 e prima del 725.

## Proprietà matematiche
- È un numero pari.
- È un numero composto con 6 divisori: 1, 2, 4, 181, 362, 724. Poiché la somma dei suoi divisori (escluso il numero stesso) è 550 < 724 è un numero difettivo.
- È un numero congruente.
- È un numero nontotiente (per cui la equazione φ(x) = n non ha soluzione).
- È un numero palindromo nel sistema di numerazione posizionale a base 19 (202).
- È parte delle terne pitagoriche  (76, 720, 724), (543, 724, 905), (724, 32757, 32765), (724, 65520, 65524), (724, 131043, 131045).

## Astronomia
- 724 Hapag è un asteroide della fascia principale del sistema solare.
- NGC 724 è una galassia spirale della costellazione della Fornace.

## Astronautica
- Cosmos 724 è un satellite artificiale russo.